# Moișe Sambation
Moișe Sambation (la naștere Moișe Libestog; cunoscut și sub pseudonimele Moșe Eifrati; Krasnianskii; în idiș משה סמבטיון; în rusă Моше Самбатион; n. 22 iulie 1913, Dondușeni, Imperiul Rus – d. 1986, Montréal, provincia Québec, Canada) a fost un evreu basarabean, scriitor israelian, cercetător al Talmudului și literaturii ebraice. A scris atât în idiș, cât și în ebraică și engleză.

## Biografie
S-a născut în satul Dondușeni (acum oraș și centrul raional din Republica Moldova) din ținutul Soroca, gubernia Basarabia, Imperiul Rus, în familia lui Arna și Ester-Lee Libestog. A crescut în Dondușeni și Căprești, unde locuia familia mamei sale. A studiat la heder și ieșiva Țirelson din Chișinău, unde la vârsta de 18 ani a primit mărturisirea unui rabin.
A studiat iudaismul și filosofia la Universitatea din Budapesta și în același timp a început să publice în ziare în ebraică: ha-Olam („Pace”), Degelanu („Steagul nostru”), ha-Yeshiva („Ieșiva”) și în idiș, în ziarul din Chișinău Unzer Zeit („Timpul nostru”, editat de Zolmen Rozental) și în Transilvanisha Presse („Presa din Transilvania”) sub pseudonimul „Sambation” (de la numele legendarului râu Sambation sau Sabation). Începând cu 1932 a slujit în Hagana (în fruntea plutonului Brit Sambationim, format din imigranți din România), în 1934 s-a stabilit la Haifa, unde a început activități academice. A fost arestat de autoritățile britanice pentru organizarea instituțiilor de învățământ ilegale (eliberat în 1941). După cel de-al doilea război mondial s-a stabilit în Polonia, de acolo a ajuns într-o tabără pentru persoanele strămutate la München, unde a început să scrie o epopee multivolumă („A șasea parte a lumii”) în idiș. În anii 1950 a locuit la Paris, din 1957 a fost rabin la Montreal.
Sambation a publicat un număr mare de lucrări artistice și științifice, inclusiv Yoman Sambation („Jurnalele lui Sambation”, 1979) în ebraică și două volume de povestiri în idiș (sub pseudonimul Moișe Efrosi/Moșe Efrati): Partzufim Un Avoides („Fețe și ministere”, 1957) și Di Idn Fun Di Leimene Kayzleh („Evreii din colibe de lut”, 1965), enciclopedii în engleză: „Cartea luptei și a presiunii sambației” (1979), enciclopedia poveștilor de dragoste „Lumea iubirii și Căsătoria” (1962) altele. O poziție specială în patrimoniul creativ al Sambation o ocupă enciclopedia numelor evreiești Shemon Ivry (1938), o monografie despre influența literaturii ebraice asupra operei lui Baruch Spinoza (1949), monumentalul dicționar enciclopedic al Talmudului (1955) și romanul autobiografic în idiș Thexter Walt-Tail („A șasea parte a lumii”, 1949-53) în 11 volume. Acesta din urmă recreează o imagine epică a vieții în Basarabia și Ucraina în anii postrevoluționari și în Palestina mandatară din anii 1930. În ultimii ani ai vieții sale, Sambation s-a concentrat pe lucrul asupra Lexiconului evreiesc canadian, care a fost publicat postum.